# Thecla biangula
Thecla biangula är en fjärilsart som beskrevs av William Schaus 1902. Thecla biangula ingår i släktet Thecla och familjen juvelvingar. Inga underarter finns listade i Catalogue of Life.